# Ciciliano
Ciciliano és un comune (municipi) de la ciutat metropolitana de Roma, a la regió italiana del Laci, situat uns 35 km a l'est de Roma. L'1 de gener de 2018 tenia 1.331 habitants.
Ciciliano limita amb els municipis de Capranica Prenestina, Castel Madama, Cerreto Laziale, Pisoniano, Sambuci i San Gregorio da Sassola.
En algun moment va ser un bastió dels sarraïns.